# Prêmio Nacional Dólmã
O Prêmio Nacional Dólmã é um prêmio brasileiro, que laureia chefs e profissionais de cozinha atuantes e que se destacam no cenário gastronômico regional ou nacional. Após um ano de detenção do prêmio, os profissionais premiados podem ser nomeados como Chefs Embaixadores da Gastronomia Brasileira, um título vitalício concedido pelo Comitê da Gastronomia Brasileira.

## Prêmio Nacional Dólmã
Instituído e promovido anualmente pelo Comitê da Gastronomia Brasileira, é um reconhecimento a profissionais do setor gastronômico brasileiro que fomenta, prestigia e reconhece a importância destes profissionais na cultura regional dos estados os quais representam. Reconhecido pela mídia como o "Óscar da Gastronomia Brasileira"

## História
Idealizado em 2013, o prêmio teve sua primeira edição em Pernambuco (2014), sendo sequenciado nas edições posteriores tendo como estados anfitriões o Mato Grosso do Sul(2015), Amazonas(2016), Ceará (2017), Goiás (2018) e Piauí (2020 - Edição adiada por conta da pandemia de 2020).

## Objetivo e formatação
O Prêmio Nacional Dólmã acontece anualmente, concomitante ao Encontro Nacional de Chefs, um projeto que abriga fóruns de discussão, seminários, concurso gastronômico e demais eventos em paralelo. Os Encontros Regionais, ocorrem também anualmente e antecedem o Encontro Nacional. O prêmio foi Concebido com intuito de ser itinerante, acontecendo a cada ano em um estado anfitrião diferente, findando seu objetivo após 27 anos e ter percorrido os 26 estados e Distrito Federal.

## Chefs premiados
Como premia um profissional de cozinha por estado na categoria regional e um profissional na categoria nacional, em suas 5 edições anteriores, o Prêmio Nacional Dólmã já laureou mais de 100 chefs e profissionais de cozinha, fomentando assim, a cultura gastronômica regional brasileira.

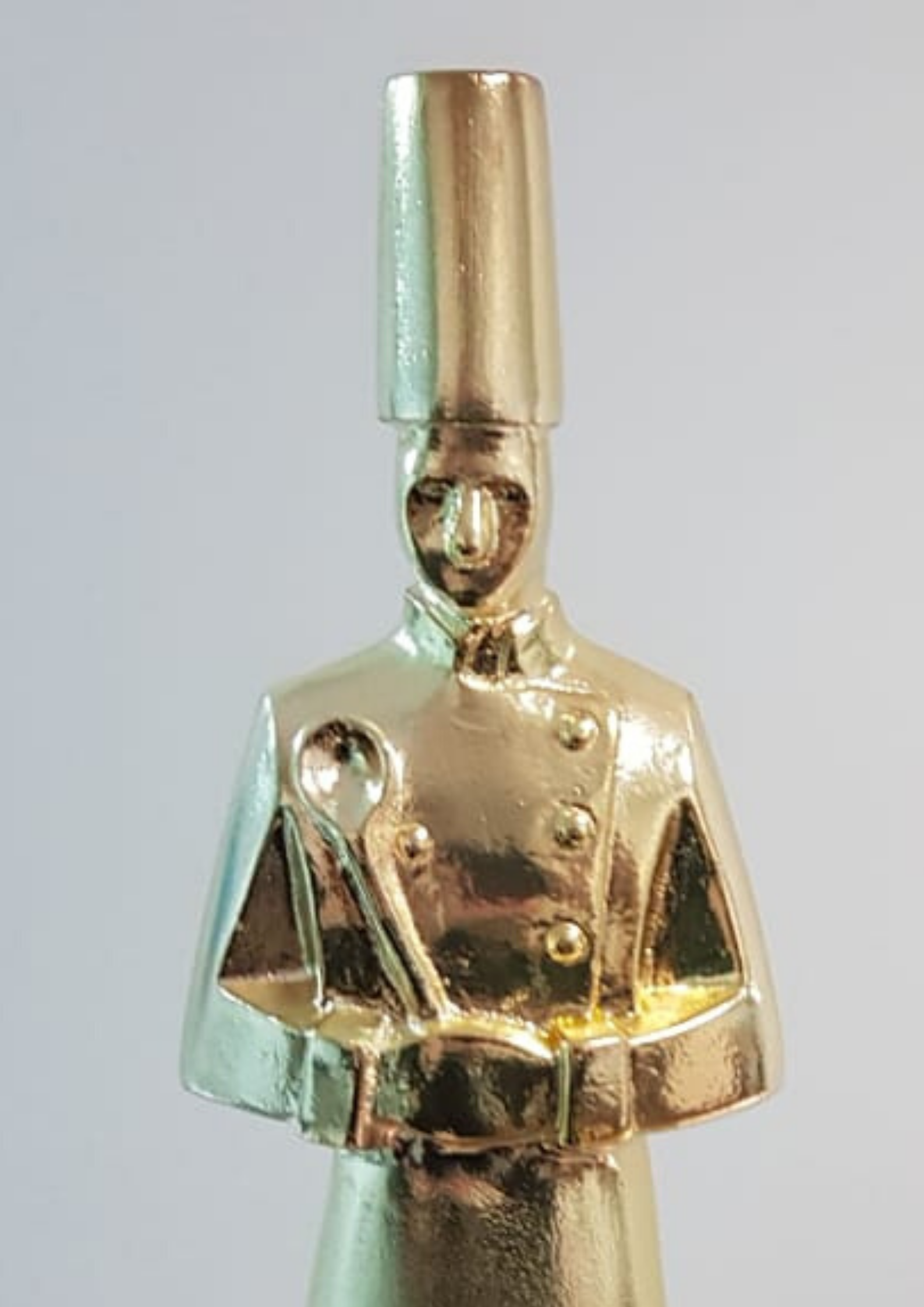
Estatueta do Prêmio Nacional Dólmã

## Chefs laureado por ano e categoria
| Nº   | Estado                   | Chef laureado                   |
| 2019 | 2019                     | 2019                            |
| ---- | ------------------------ | ------------------------------- |
| 1    | Acre (AC)                | Chef Rosevaldo Souza            |
| 2    | Alagoas (AL)             | Chef Cicera Silva               |
| 3    | Amapá (AP)               | Chef Kátia Oliveira             |
| 4    | Amazonas (AM)            | Chef Dedé Parente               |
| 5    | Bahia (BA)               | Chef Bruno Tupinambá            |
| 6    | Ceará (CE)               | Chef Dato Façanha               |
| 7    | Distrito Federal (DF)    | Chef Luiz Trigo                 |
| 8    | Espírito Santo (ES)      | Chef Danillo Amaral             |
| 9    | Goiás (GO)               | Chef Gilmar Borges              |
| 10   | Maranhão (MA)            | Chef Luciano Rosa               |
| 11   | Mato Grosso (MT)         | Chef Jeane de Souza Moraes      |
| 12   | Mato Grosso do Sul (MS)  | Chef Daniel Barbosa             |
| 13   | Minas Gerais (MG)        | Chef Djalma Victor              |
| 14   | Pará (PA)                | Chef Roberto Neves              |
| 15   | Paraíba (PB)             | Chef Simone Grazy               |
| 16   | Paraná (PR)              | Chef Meg Stanley                |
| 17   | Pernambuco (PE)          | Chef Lúcia Soares               |
| 18   | Piauí (PI)               | Chef Ceres Rebelo               |
| 19   | Rio de Janeiro (RJ)      | Chef Pedro Aléx                 |
| 20   | Rio Grande do Norte (RN) | não confirmado                  |
| 21   | Rio Grande do Sul (RS)   | não confirmado                  |
| 22   | Rondônia (RO)            | Chef Claudio Guastella          |
| 23   | Roraima (RR)             | Chef Rose Castro                |
| 24   | Santa Catarina (SC)      | Chef Ricardo Caldas             |
| 25   | São Paulo (SP)           | Chef Robertclei Silveira Campos |
| 26   | Sergipe (SE)             | Chef François Ozanne            |
| 27   | Tocantins (TO)           | Chef Malena Mota                |